# Sonnenstrahl (Film)
Sonnenstrahl ist ein sozialkritisches, österreichisches Zeitdrama von Paul Fejos aus dem Jahre 1933. Die Hauptrollen spielen Gustav Fröhlich und Annabella als ein Paar, das sich aus ökonomischen Gründen zusammentut, um gemeinsam dem ökonomischen Elend zu entkommen.

## Handlung
Der Film spielt zur Zeit der Weltwirtschaftskrise Anfang der 1930er Jahre in Wien, wo viele einfache Menschen und Arbeiter in wirtschaftlichem und sozialem Elend leben müssen. Die Arbeitslosigkeit ist groß, ebenso die Verzweiflung des Proletariats im so genannten „Roten Wien“. Auch die erst 19-jährige Anna Berger weiß nicht mehr weiter und will sich deshalb in selbstmörderischer Absicht in die Donau stürzen. Dem jungen Arbeiter Hans Schmidt, derzeit ohne festes Einkommen und infolgedessen auch wohnungslos, geht es nicht besser. Vollkommen desillusioniert ist auch er an das Donauufer gekommen, um sich umzubringen. Einen an die Polizei adressierten Abschiedszettel hat er gerade fertiggeschrieben, als er Anna sieht, wie sie sich von einer Brücke ins Wasser stürzt und dabei zu schreien beginnt. Er stürzt sich selber in den Fluss um sie selbstlos zu retten, vergisst seine eigene Suizidabsicht und zieht die unglückselige Schicksalsgenossin aus dem kalten Nass. Gemeinsam lässt sich das Elend besser bewältigen, denken wenig später Hans und Anna und beschließen daraufhin, zusammen den Alltag mit all seinen Mängeln und Sorgen zu meistern. Hans erhält für seine Rettungstat von der Polizei Geld ausgezahlt, das sogleich in den Ankauf von Seife investiert wird, die in kleinen Stücken gewinnbringend auf der Straße weiterverkauft wird.
Weitere kleine Gelegenheitsanstellungen – sie investieren das gewonnene Geld in Luftballons, die Anna einzeln am Volksprater weiterverkauft, während er in einer Praterbude als lebende Zielscheibe angestellt wird. Dabei wird er mit einem Stein 'zum Spaß' von einem Mobbler am Kopf verletzt, sie lässt die Luftballons wegfiegen, er wird entlassen und so sind sie wieder Pleite! Sie lässt sich zur Bewerbung einer Haarwäsche im Schaufenster regelmäßig den Kopf einschäumen und er dient für dasselbe Geschäft als werbender „Sandwich-Mann“. Beide sorgen für ein bescheidenes, finanzielles Polster des Zweckgemeinschaftspaars und somit auch für den ersten Sonnenstrahl in beider von Entbehrung geprägtem Leben. Doch es gibt auch Rückschläge; so etwa, als für einen in Aussicht stehenden Hausmeisterposten eine Kaution von 200 Schillinge bezahlt werden und sich der Kautionsnehmer als Gauner entpuppt: wieder Pleite! Doch Hans ist nun nicht mehr bereit, aufzugeben. Er bringt sich und Anna wieder auf die Beine und findet durch Zufall Arbeit als Bankbote. Schließlich nimmt das Paar einen Kredit für den Erwerb eines Autos auf, mit dem Hans zukünftig wieder als Taxifahrer (sein vorheriger Beruf) Geld verdienen kann. Doch ein schwerer Unfall, der Hans über Wochen hinweg zur Arbeitsunfähigkeit verdammt, scheint beider ökonomisches Glück wieder zurückzuwerfen. Anna allein kann die Kreditraten auf das Taxi nicht abstottern, doch in dieser Notlage erweisen sich die Mitbewohner der Mietskaserne als solidarisch und helfen mit ihren Notgroschen dem Paar, damit das Fahrzeug abbezahlt werden kann. Aus dem Krankenhaus entlassen, kann nun Hans endlich mit seinem eigenen Taxi Geld verdienen.

## Produktionsnotizen
Sonnenstrahl, ein sehr seltenes Beispiel für eine seriöse, filmische Bestandsaufnahme gesellschaftlicher und ökonomischer Zustände im Wien der Hungerjahre (die 1920er und 1930er Jahre), entstand im Sascha-Filmatelier in Wien-Sievering und wurde am 23. oder 25. August 1933 im Berliner Gloria-Palast uraufgeführt. In Wien kam der Film am 15. Dezember 1933 in einer etwas längeren Fassung in die Kinos.
Adolf Rosen übernahm die Produktionsleitung. Emil Stepanek entwarf die Filmbauten, die Heinz Fenchel ausführte. Ferenc Farkas übernahm die musikalische Leitung, Alfred Norkus sorgte für den guten Ton.
Von diesem Film wurde auch eine französischsprachige Fassung hergestellt, die unter dem Titel Gardez le sourire anlief. Mit Ausnahme der beiden Hauptdarsteller waren alle Mitwirkenden andere (= französische) Darsteller, als im österreichischen Original.
Folgende Musiktitel wurden gespielt:
- Alles Dir zuliebe! (von Sándor von Szlatinay (Musik) und Ernst Schott (Text))
- Nur wenn Du lachst (von Ferenc Farkas, Szlatinay (Musik) und Schott (Text))

Die Titel erschienen im Dacapo-Musikverlag in Wien.

## Kritiken
Die Österreichische Film-Zeitung schrieb: „‚Sonnenstrahl‘ … trägt wieder in jedem seiner Bilder das Gepräge der starken Regisseurpersönlichkeit von Fejos. (…) Gustav Fröhlich erweist sich auch diesmal in einer Rolle, die mehr von ihm verlangt als Heiterkeit und Scharm, als ausgezeichneter Darsteller.“
„Die österreichische Tragikomödie ist eine Ode an das Lebensglück auch in schwierigen Zeiten“